# Andelain
Andelain är en kommun i departementet Aisne i regionen Hauts-de-France i norra Frankrike. Kommunen ligger  i kantonen La Fère som ligger i arrondissementet Laon. År 2022 hade Andelain 211 invånare. 
Andelain ligger ungefär 25 kilometer sydost om Saint-Quentin och 5 kilometer öster om Tergnier. Bortsett från byn består kommunen helt och hållet av jordbruksmark. En liten bit av kommunens nordvästra gräns utgörs av floden Oise.

## Befolkningsutveckling
Antalet invånare i kommunen Andelain
Referens: INSEE